# Гардинер (Мэн)
Гардинер (англ. Gardiner) — город в округе Кеннебек, штат Мэн, США. Является частью метрополитенского статистического ареала Огаста-Уотервилл. Согласно данным переписи населения США 2010 года, население города составляет 5800 человек.

## История
Основателем поселения, которое первоначально называлось Гардинерстаун (Gardinerstown), считается доктор Сильвестр Гардинер, прибывший в эти места в 1754 году. Поселение получило самоуправление 17 февраля 1803 года. В 1849 году Гардинеру был присвоен статус города (city). В XIX веке город был центром деревообрабатывающей, кожевенной и обувной отраслей промышленности, а также кораблестроения. Гардинер получил широкую известность благодаря экспорту льда, который местные жители вырезали в виде блоков в зимние месяцы на реке Кеннебек.

## География
Город находится в юго-западной части штата, на правом берегу реки Кеннебек, на расстоянии приблизительно 7 километров к югу от Огасты, административного центра штата. Абсолютная высота — 14 метров над уровнем моря.

Согласно данным бюро переписи населения США, площадь территории города составляет 42,92 км², из которых, 40,53 км² приходится на сушу и 2,39 км² (то есть 5,57 %) на водную поверхность.

Климат Гардинера влажный континентальный (Dfb в классификации климатов Кёппена), с морозной, снежной зимой и теплым летом.

## Демография
По данным переписи населения 2010 года в Гардинере проживало 5800 человека (2830 мужчин и 2970 женщин), 1550 семей, насчитывалось 2487 домашних хозяйства и 2778 единица жилого фонда. Средняя плотность населения составляла около 143,1 человека на один квадратный километр.

Расовый состав города по данным переписи распределился следующим образом: 95,43 % — белые, 0,31 % — афроамериканцы, 0,67 % — коренные жители США, 0,71 % — азиаты, 0,36 % — представители других рас, 2,52 % — две и более расы. Число испаноязычных жителей любых рас составило 1,02 %.

Из 2487 домашних хозяйств в 28,9 % — воспитывали детей в возрасте до 18 лет, 44,8 % представляли собой совместно проживающие супружеские пары, в 11,8 % семей женщины проживали без мужей, в 5,7 % семей мужчины проживали без жён, 37,7 % не имели семьи. 29,6 % от общего числа семей на момент переписи жили самостоятельно, при этом 9,7 % составили одинокие пожилые люди в возрасте 65 лет и старше. Средний размер домашнего хозяйства составил 2,30 человека, а средний размер семьи — 2,82 человека.

Население города по возрастному диапазону по данным переписи 2010 года распределилось следующим образом: 21,7 % — жители младше 18 лет, 7,4 % — между 18 и 24 годами, 26,3 % — от 25 до 44 лет, 30,1 % — от 45 до 64 лет и 14,4 % — в возрасте 65 лет и старше. Средний возраст жителей составил 40,9 года.

## Известные уроженцы
- Кросс, Бёртон Мелвин (1902—1998) — американский политик, 61-й и 63-й губернатор штата Мэн.
- Суонтон, Джон (1873—1958) — американский антрополог.
- Хилдрет, Хорас Огастес (1902—1988) — американский политик, 59-й губернатор штата Мэн.